# モンテッサ・ホンダ

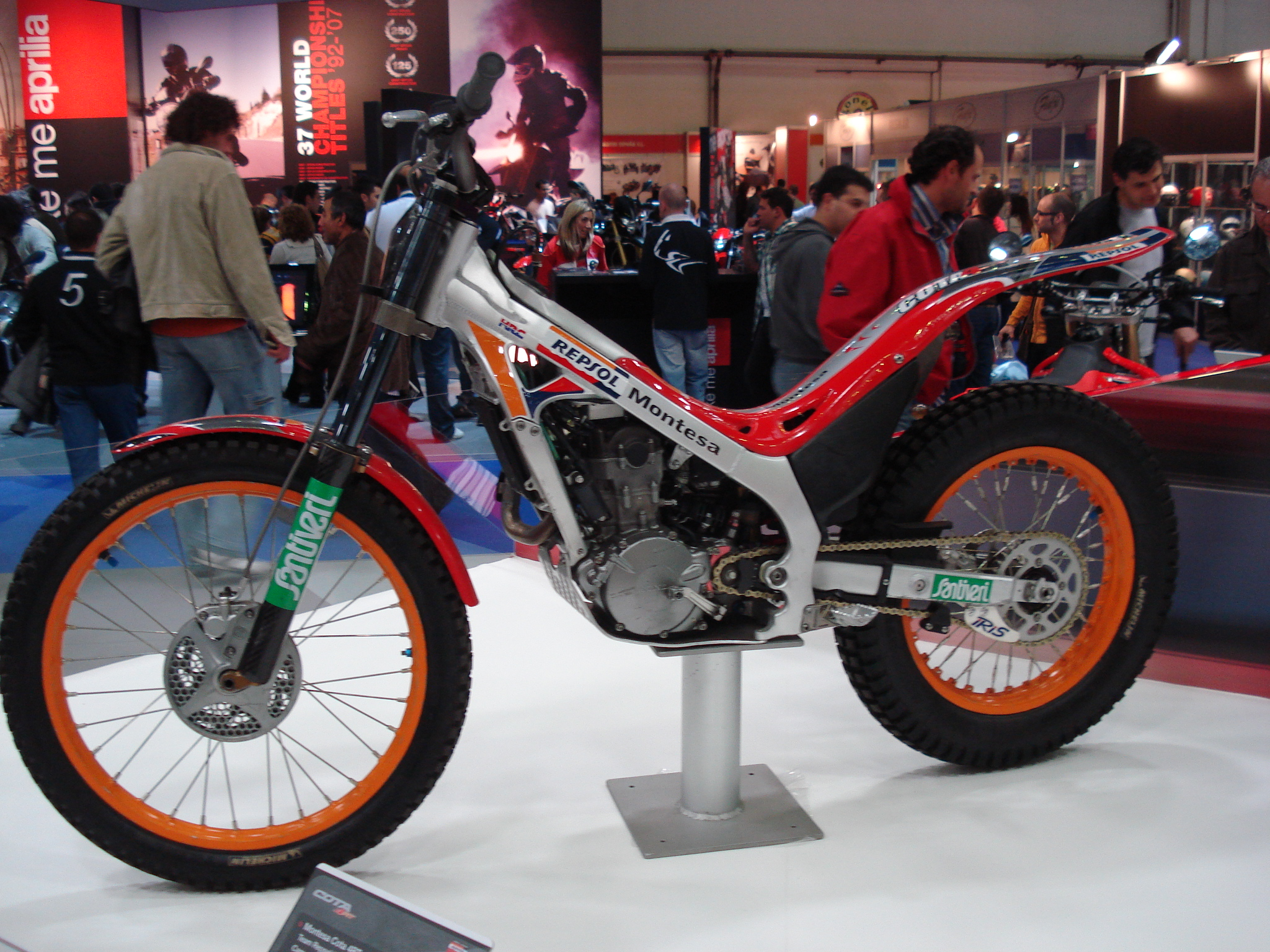
モンテッサ・コタ 4RT

モンテッサ・ホンダ (Montesa Honda) はスペインのバルセロナにある、オートバイや自転車、およびそれらの部品の製造、組み立てを行っているホンダの子会社である。
なお、ホンダの傘下となる前の独立したオートバイメーカーであったモンテッサについても、この項で述べる。

## 設立
モンテッサは1944年、フランシスコ・"パコ"・ブルトとペドロ・ペルマニエルによって設立された。
ペルマニエルは、第二次世界大戦中のガソリン不足の中にあって自身が開発したアーモンドの殻を燃やして燃料を得るガスジェネレーターシステムによって成功を収めていたが、戦争が終わってガソリンが安定供給されるようになれば他のビジネスに転向しなければならないと考えていた。そこでペルマニエルはブルトと協力してバルセロナで小型軽量オートバイの開発を始め、リアサスペンションを持たない2ストローク95ccエンジンのモデルを製作した。多少の問題はあったものの、このモデルは生産を始めた最初の年に22台を販売した。
翌年、手軽な輸送手段に対する需要が高まるとペルマニエルは事業をオートバイ生産に集中させ、ブルトは第1号モデルの後継車となる125ccのロードスターモデルを設計した。このモデルは、当時スペインで人気のあったトライアル形式のラリーやセミ・エンデューロレースで使用され、1951年にはブルトとG.キャベスタニーのライディングでインターナショナル・シックスデイズ・エンデューロにファクトリー体制で出場した。
1950年代初期、モンテッサは多くのロードレースの125ccクラスに出場した。6速トランスミッションやユニット交換が可能なギアボックスを持ち、全てのギヤの軸受けにはニードルローラーベアリングが採用されるという、当時の最新技術が投入されたモンテッサのマシンは非常に戦闘力が高く、1956年マン島TTレースのウルトラライトウェイトクラス（125ccクラス）では2位から4位までを占める活躍を見せた。

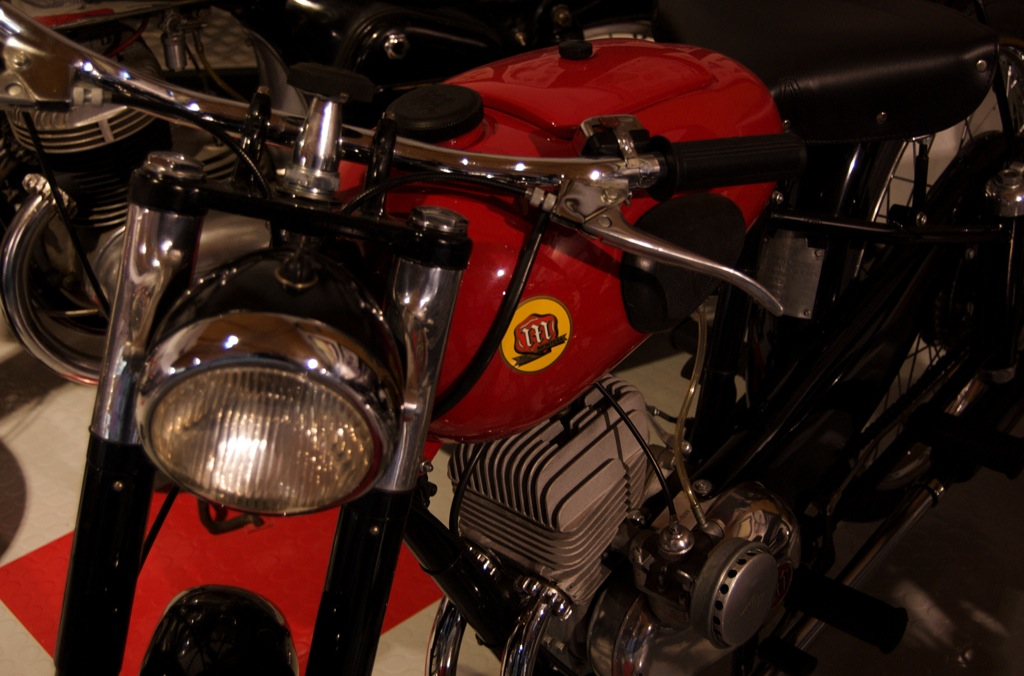
ブリオ（1956年）

1950年代は市販車でも成功を収めており、キャブレターやハンドブレーキに新技術を採用したブリオ80 ( Brio 80 ) は、12,000台以上が生産された。ブリオや他のモデルでの成功によって、モンテッサはバルセロナ郊外のエスプラグ・ド・ロブレガットに新たに大きな工場を建設するまでになった。ところがスペイン経済が不況に陥った影響により、会社の存続を最優先とするペルマニエルはレース活動の縮小を決意する。しかし、ロードレースから撤退しようとしたペルマニエルに対し、ブルトはレース活動の継続を主張した。その結果、1958年5月に主任デザイナーであったブルトはモンテッサを去り、主要部署の人員の数名はブルトの後を追って会社を離れた。ペルマニエルは有能なデザイナーだけでなく、株式の30%を同時に失うことになった。

## 発展

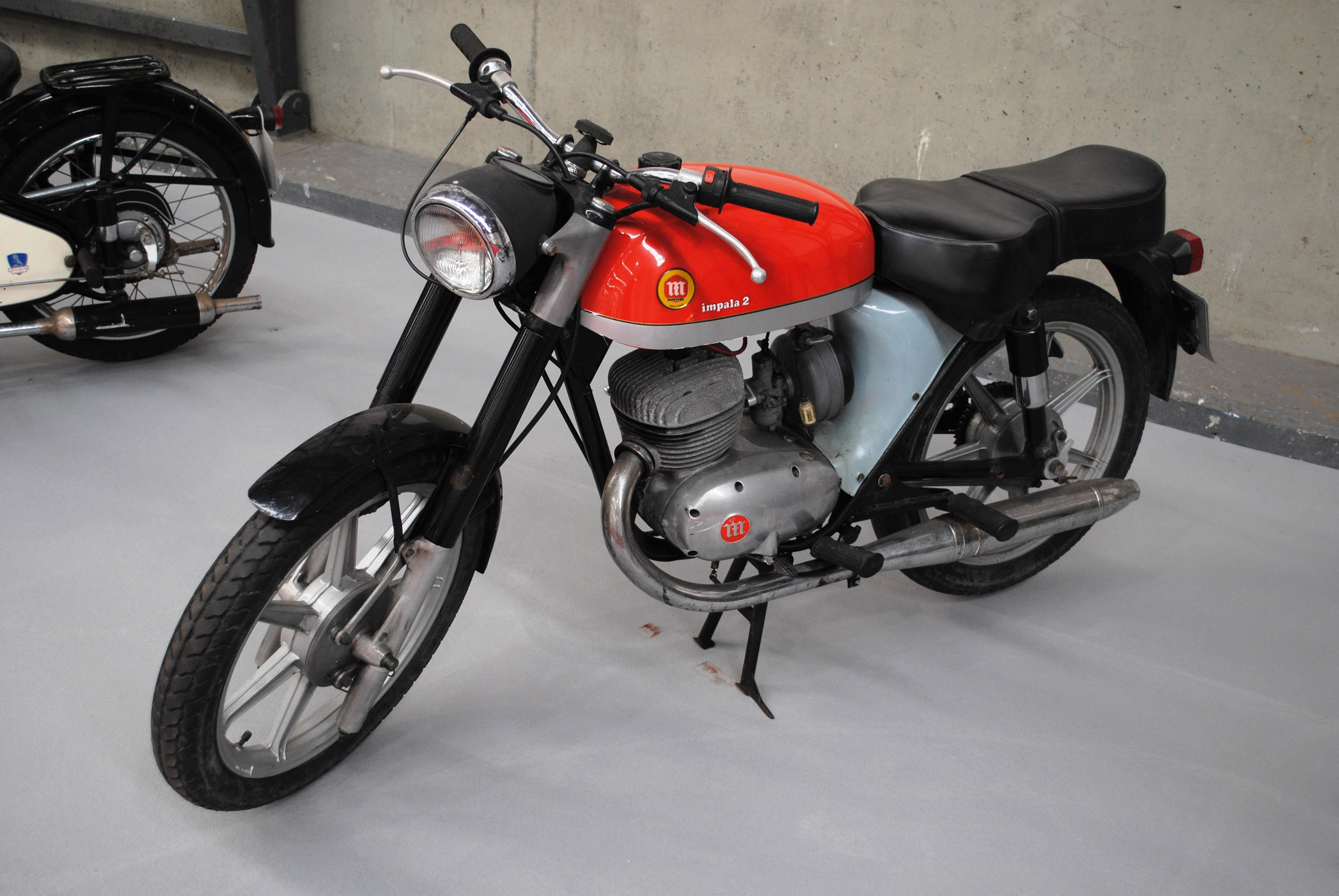
インパラ

1960年代に入るとスペインの経済は上向きはじめた。ペルマニエルは様々なカテゴリのチャンピオン経験者であるレーサーのペドロ・ピイを招き、テストライダー兼開発部門のチーフエンジニアに据えた。ブルトに代わる技術部門の責任者にはレオポルド・ミラが就任し、ペルマニエルの息子であるハビエルはスポーツアシスタントとなった。1960年代に入ってからの彼らの最初の仕事は全くの新設計となる175ccエンジンの開発であり、やがてこのエンジンはスポーツ・ロードスターモデルのインパラ ( Impala ) に搭載されて発売された。
ニューモデルのプロモーションのために3台のインパラがアフリカに送られ、大部分がオフロードである12,000マイル（約19,000km）を走破する性能を示した。やがてインパラはスペインで最も成功したオートバイと言われるほどの大成功を収めて会社が成長する基盤となり、この新エンジンはロードレーサー、後にはトライアルモデルやモトクロスモデルに搭載された。
アフリカのプロモーションから戻ったテストライダーのピイは、ロードレースとモトクロスのスペインチャンピオンとなると同時に250ccバージョンのエンジンの開発にとりかかった。250ccエンジンは1965年に完成し、こちらもまたその後の会社の成功に大いに寄与した。このエンジンはモトクロスマシンの250スコルピオン ( 250 Scorpion ) に搭載され、ピイのライディングによって1966年のスペインチャンピオンを獲得した。また、同じエンジンを搭載したスポーツ・ロードスターはバルセロナ24時間耐久レースで優勝している。
1967年、モンテッサにとって初めてのトライアルマシンが開発された。翌年にコタ ( Cota ) と名付けられて発売されたこの250ccのモデルを駆って、ピイはスペインのトライアルチャンピオンに輝いた。既にロードレースと6つのモトクロスタイトルを獲得していたピイは、このトライアルのタイトルを最後にレース活動から引退し、以後はオートバイの開発に専念した。コタはライバル車種であるブルタコのシェルパと人気を争うヒットモデルとなった。
その後の10年間、モンテッサは前例がないほどの急速な成長を見せた。モンテッサを離れたブルトが起こしたメーカーでありライバルとも言えるブルタコがアメリカ市場を重視したのとは対照的に、モンテッサはヨーロッパ市場に集中した。トライアルモデルは24、49、125、175、250、348、349ccと様々な排気量のモデルがリリースされ、モトクロッサーも125、175、250、360、414ccと各クラスのモデルが揃えられ、さらにストリートモデルやエンデューロモデルもラインナップに加えられた。1973年にはモンテッサのワークスライダーであったカレヴィ・ベコーネンが開発に協力したモトクロスモデルのVR ( Vehkonen Replica ) を発表、このモデルは翌1974年にはモンテッサのもっともスタンダードなモデルとなり、1976年にはこれをベースとしてコタ348が作られた。1980年にはウルフ・カールソンがコタを駆ってトライアル世界選手権でチャンピオンを獲得している。

## ホンダとの提携

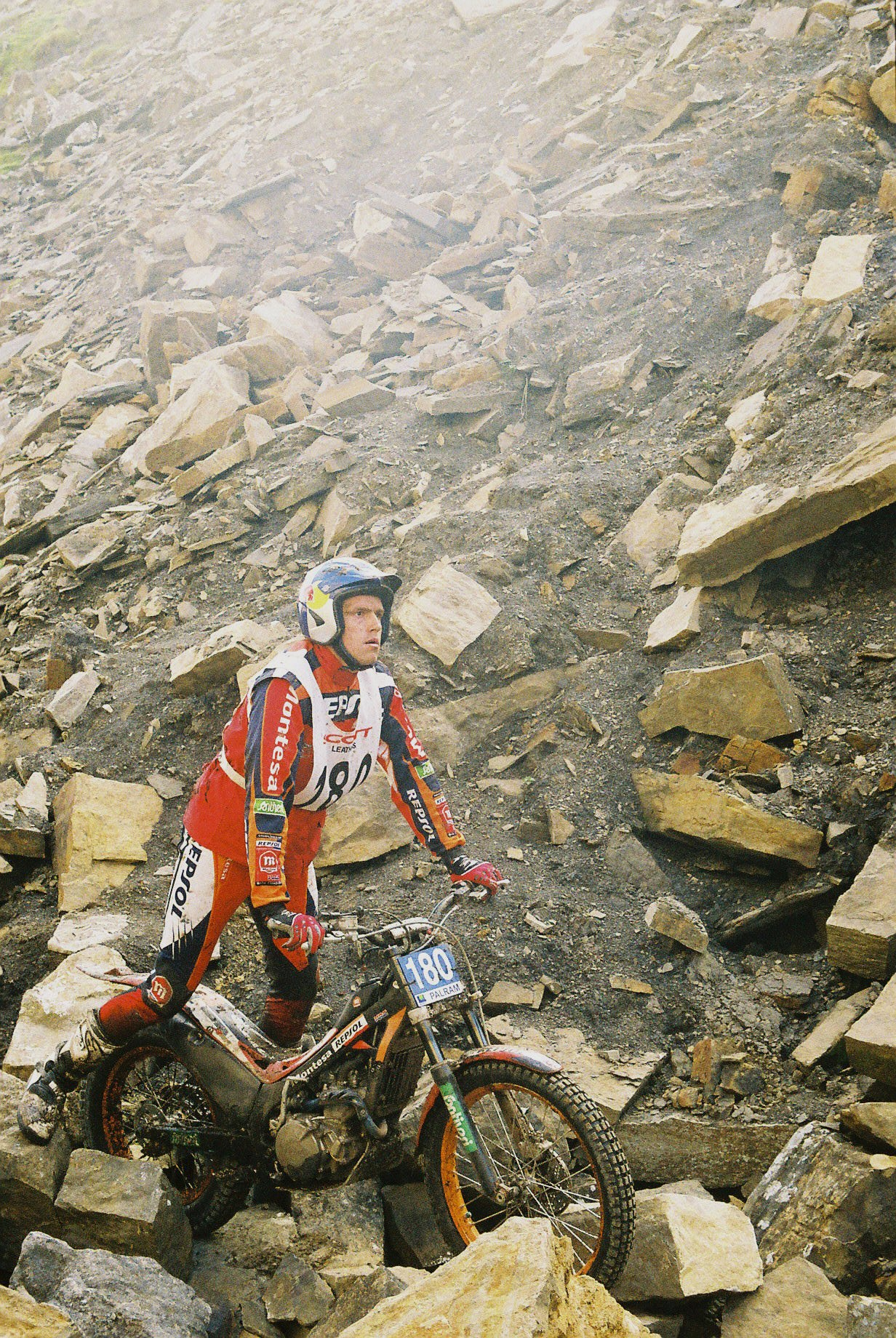
4RTを駆るドギー・ランプキン

1981年、スペイン経済は再び不況に陥り、オートバイ産業は深刻な打撃を受けた。ストライキの波と市場の縮小は、スペインで唯一の大手オートバイメーカーともいえるモンテッサにも襲い掛かかり、会社が生き残るためには大幅な援助を必要としていた。そんなモンテッサを救ったのは、ヨーロッパにおける小型オートバイの生産拠点を必要としていたホンダであった。ホンダの資本参加と政府からの援助（ホンダによって生産継続が保証されることが援助の条件だった）によって、モンテッサは生産を続けることができた。一方のホンダにとっては、将来有望なヨーロッパのトライアルバイク市場への参入を見越し、関税による競争力低下を避けるための現地生産への足がかりという意味があった。
1985年7月、ホンダが本格的に経営に参入すると同時に組織が大幅に再編成された。ラインナップは二つのトライアルモデルのみに絞られ、従業員数も152人にまで減少した。1年後にはホンダはスペイン政府とペルマニエル一族が持つ株式を買い取り、モンテッサの株の85%を持つに至った。更にホンダは500万ドルをかけて工場を新装した。
その後は主にホンダのモペッドを生産しておりモンテッサブランドのオートバイはコタのみとなってしまったが、コタは世界中のトライアル競技で活躍している。中でも1980年代から1990年代にかけてコタを駆って活躍した元世界チャンピオンのエディ・ルジャーンやヨーロッパチャンピオンのアンドリュー・コディナは有名である。
1992年から1993年まで水冷エンジンのコタ311が生産されたが、これがモンテッサオリジナルのオートバイとしては最後となった。翌1994年に発表されたニューモデルのコタ314RはHRC製のエンジンを搭載し、他にも多くのホンダ製コンポーネントが使用されていた。

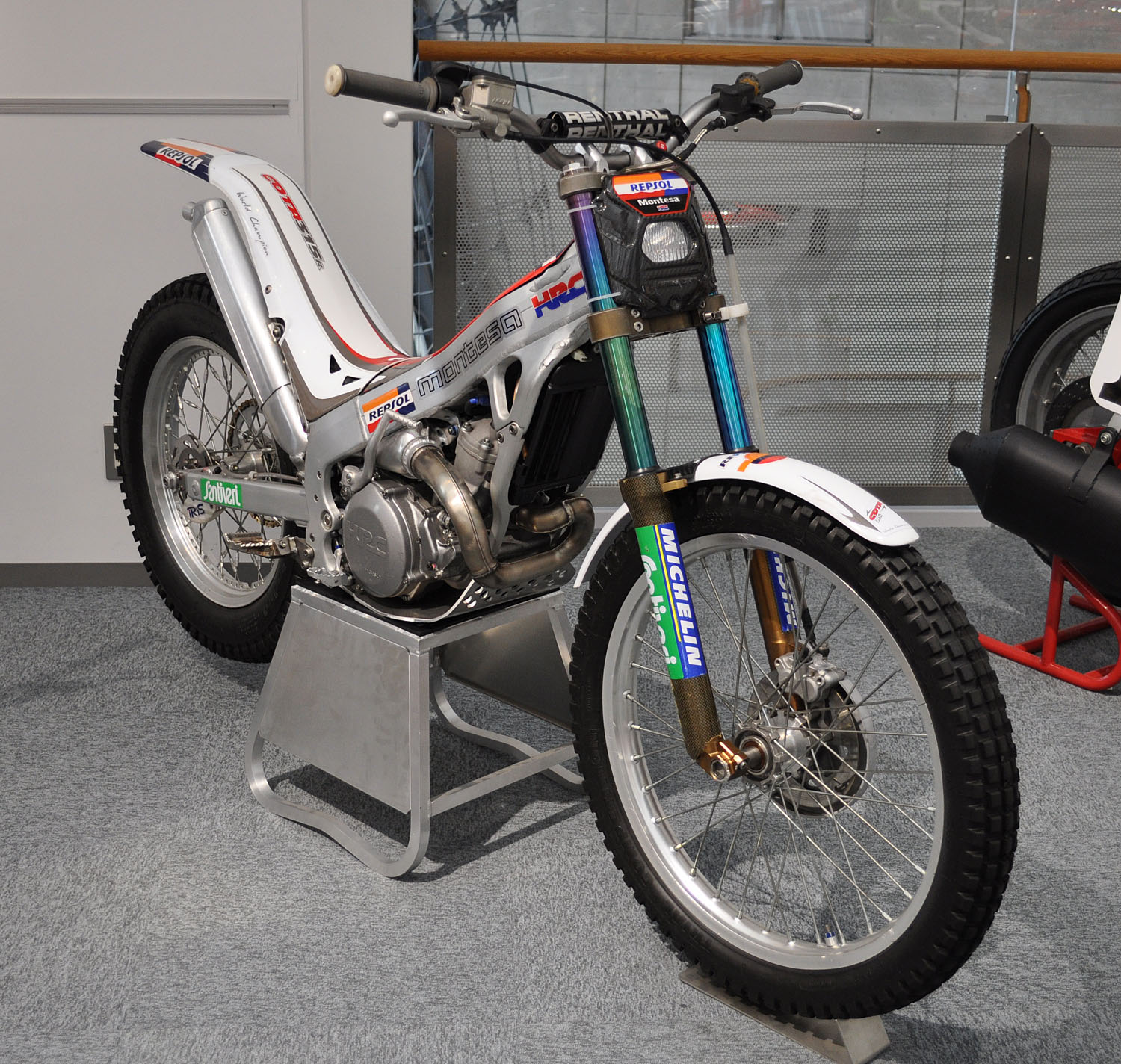
コタ315R（2004年の藤波貴久のマシン）

1996年、画期的軽量マシンのコタ315Rのプロトマシンがデビューし、マルク・コロメがこのマシンで世界タイトルを獲得、また同年から藤波貴久がコタ315Rと同型のホンダRTL250Rで世界選手権デビューを果たした。コタ315Rは1997年に市販車デビュー。2004年まで世界選手権のトップで活躍し、ドギー・ランプキン（2000-2003タイトル獲得）、藤波貴久、マルク・フレイシャによって世界選手権で多くの勝利を収める。2000年からはトライアル世界選手権に参戦するホンダのワークスチームがモンテッサ・HRCとなり、コタは正式にホンダのワークスマシンとされている。2004年はコタに乗る藤波貴久が日本人初のトライアル世界チャンピオンとなった。
そして2005年、315Rは役目を終え、最新の技術を投入した4ストロークエンジンのコタ4RTにバトンタッチ、2007年にトニー・ボウチームに加入し、以降タイトルを獲得し続けている。2020年現在、ボウと藤波の二人がモンテッサを駆ってレプソル・ホンダ・チームから世界選手権に参戦している。